# Эммингер, Эрих
Эрих Эммингер (нем. Erich Emminger; 25 июня 1880, Айхштетт, Германская империя — 30 августа 1951, Мюнхен, ФРГ) — Немецкий юрист и католический политик Партии Центра, а затем Баварской народной партии. Рейхсминистр юстиции Веймарской республики (30 ноября 1923 — 15 апреля 1924). Отец немецкого государственного деятеля, президента Немецкого федерального банка — Оттмара Эммингера.

## Биография
Эрих Эммингер родился 25 июня 1880 года в Айхштетте, Бавария. Его родителями были Иоганн Адольф Эрих Эммингер (1856–1909), профессор гимназии, и его жена Мария Терезия (1854–1899), урожденная Мюллер, дочь аугсбургского нотариуса. Эммингер женился на Марии Шерфт в 1906 году. Среди их детей был Отмар Эммингер, который стал президентом Немецкого федерального банка.
После обучения на юриста в Мюнстере Эммингер занимался юридической практикой в Аугсбурге (1906-1908) и Нюрнберге (1908-1909). В 1909 году он стал государственным служащим (государственный обвинитель и амтсрихтер). Он участвовал в Первой мировой войне сначала как солдат-добровольец, а затем как Kriegsgerichtsrat (судья-адвокат).

### Политическая карьера
Эммингер был членом Партии центра и с 1913 по 1918 год занимал место в рейхстаге по избирательному округу Вайльхайм. В 1918 году он вступил в Баварскую народную партию (БНП) и представлял ее в рейхстаге в 1920-1933 годах.
Эммингер был Рейхсминистром юстиции в первом кабинете канцлера Вильгельма Маркса, который вступил в должность 30 ноября 1923 года. Его пребывание в должности было определено принятием трех указов от 22 декабря 1923 года, 4 января и 13 февраля 1924 года, которые были основаны на Позволяющей законом Маркса от 8 декабря 1923 года. Они существенно изменили гражданское, уголовное право и судебную систему с целью ускорения судопроизводства. Реформа 4 января стала известна как так называемая реформа Эммингера, которая, среди прочего, упразднила суд присяжных и заменила его смешанной системой судей и народных заседателей в судебной системе Германии, которая существует до сих пор
Конец 1923 года был одним из самых неспокойных времен Веймарской республики, когда пришелся пик гиперинфляции и продолжающаяся оккупация Рура. Одной из главных целей Эммингера как политика и юриста стала ревальвация валюты, чтобы частично компенсировать неблагоприятные социальные последствия гиперинфляции. В качестве министра он предотвратил превращение запланированного запрета на переоценку в закон и продолжал бороться за переоценку в качестве делегата Рейхстага.
Эммингер покинул свой пост 15 апреля 1924 года, и его государственный секретарь Курт Йоэль занял пост исполняющего обязанности министра юстиции. Он оставался членом Юридического комитета Рейхстага и в 1927–1931 годах был председателем Центрального совета германо-австрийской рабочей группы, который работал над гармонизацией немецких и австрийских законов. Он также внес свой вклад в реформу уголовного права.
Эммингер был переизбран в рейхстаг в 1933 году, но приход к власти нацистов положил конец его политической деятельности. Он работал судьей в Высшем земельном суде Баварии в 1931–1935 годах. С 1946 года до выхода на пенсию в июле 1949 года он был президентом Сената в Баварии.
Эммингер умер в Мюнхене 30 августа 1951 года.